# Mirage (The Incredibles)
Mirage is een personage uit de Disney- en Pixarfilm The Incredibles. Ze verscheen ook in de stripboekversie van de Incredibles.
Mirage begint in de film als de handlanger van Syndrome, maar keert zich later tegen hem. Ze heeft blijkbaar geen superkrachten, maar heeft wel grote computer- en spionagevaardigheden.
Haar stem werd gedaan door Elizabeth Peña. Bij de Nederlandse nasynchronisatie verzoorgde Katja Schuurman de stem van Mirage. Voor de Nederlandse versie van de Disney videospellen was dit Anneke Beukman.

## In de film
Mirage duikt in de film voor het eerst op wanneer ze Mr. Incredible en Frozone schaduwt bij hun nachtelijke activiteiten. Ze contacteert Mr. Incredible kort daarna en doet zich voor als een afgevaardigde van een bedrijf, dat problemen heeft met een op hol geslagen robot. Dit is enkel om Mr. Incredible naar een eiland te lokken en hem te laten vechten met de Omnidroid. Op dezelfde manier heeft ze al vele andere helden naar het eiland gelokt, allemaal in opdracht van Syndrome.
Wanneer Mr. Incredible de Omnidroid verslaat, houdt Mirage contact met hem. Syndrome geeft haar de opdracht Mr. Incredible te laten geloven dat zijn diensten nodig zijn om zo zijn ego te versterken. Dan, na een paar maanden tijd, lokt ze hem opnieuw naar het eiland voor een gevecht met de tweede Omnidroid. Ditmaal verslaat de robot hem en wordt hij gevangen.
Mirage begint zich later in de film tegen Syndrome te keren. Allereerst is ze geschokt dat Syndrome de jet met aan boord Helen Parr, Dash en Violet neerschiet, ondanks de mededeling dat er kinderen aan boord zijn. In de veronderstelling dat zijn familie dood is, probeert Mr. Incredible Syndrome te grijpen, maar krijgt Mirage te pakken. Wanneer hij dreigt haar te vermoorden, toont Syndrome geen enkel teken van medeleven. Mr. Incredible laat haar uiteindelijk gaan, maar het feit dat Syndrome niets gaf om haar leven is voor Mirage de laatste druppel. Zelfs zijn mededeling dat hij wel wist dat Mr. Incredible blufte, helpt niet.
Uiteindelijk helpt ze Mr. Incredible ontsnappen. Later in de film helpt ze hem en zijn familie ook de computer van Syndrome te kraken om zo toegang te krijgen tot een raket.
Wat er daarna met Mirage is gebeurd is niet bekend.

## Persoonlijkheid
Mirage is kalm, berekenend en intellectueel. Ze gebruikt haar snelle denken en verleidingen om te bereiken wat ze wil. In het begin lijkt ze een oogje te hebben op Syndrome, maar dit verandert nadat hij niets om haar blijkt te geven.
Mirage’s motivaties in de film zijn niet echt duidelijk. Ze was waarschijnlijk ook betrokken bij de dood van de vele andere superhelden en moet van zijn plan hebben geweten. Toch is ze geschokt door de aanval op de Jet van Helen, Dash en Violet. Het is onduidelijk waar ze precies de grens trekt van wat volgens haar nog kan, en wat echt te ver gaat.
Mirage en Syndrome zijn zeer verschillend in karakter. Zij is netjes, hij is ongeorganiseerd. Zij is zelfverzekerd, maar hij twijfelt dagelijks aan zichzelf. Ze hebben een sterke werkrelatie. Mirage is de enige medewerker die net als Syndrome toegang heeft tot de hoofdcomputer, en is duidelijk zijn meest vertrouwde werknemer.

## Trivia
- Mirage's donkere huidskleur gecombineerd met haar zilverwitte haar is identiek aan de X-Man Storm.